# مفصل زندبالایی‌زندپایینی نزدیک
مفصل زندبالایی‌زندپایینی نزدیک یا مفصل رادیواولنار پروکسیمال (انگلیسی: Proximal radioulnar articulation) یک مفصل پاشنه‌ای زلاله‌ای (سینوویال) است که بین محیط سر زند زبرین و حلقه‌ای که توسط بریدگی زند زبرین (رادیال) در روی زند زیرین (اولنا) و رباط حلقوی به وجود آمده‌است، قرار دارد.